# Return to Krondor
Return to Krondor est un jeu de rôle se déroulant dans le monde médiéval-fantastique de Midkemia. Il a été développé par PyroTechnix et 7th Level, et édité par Sierra Studios en 1998.
Comme son prédécesseur Betrayal at Krondor, le jeu est structuré comme un roman ; l'action se divise en dix chapitres précédés d'un prologue, tous introduits par un narrateur, Pug.
Raymond E. Feist s'en inspirera pour écrire la troisième partie du cycle Le Legs de la faille : Krondor : La Larme des dieux.

## Synopsis
La séquence d'introduction montre l'abordage d'un vaisseau des prêtres d'Ishap par un groupe de mercenaires commandés par une brute redoutable du nom de l'Ours. Ils sont venus voler un artefact de grande valeur : la Larme des Dieux. Mais le bateau coule au large du cap de la Veuve avant que l'Ours ne s'empare de la relique.
L'aventure commence à Krondor : James doit aller accueillir le nouveau mage de la cour, Jazhara, qui arrive en pleine nuit. Le lendemain soir, la ville est sauvagement attaquée par les hommes de l'Ours. L'assaut repoussé, James, Jazhara et William partent dans les égouts à la recherche d'un homme, Lucas, pouvant leur donner de plus amples explications. Lucas leur montre le trésor convoité par les mercenaires, mais la Larme des Dieux n'est pas là : elle est restée dans le vaisseau coulé.
Les personnages se séparent : pendant que William part poursuivre l'Ours, James et Jazhara vont demander l'aide de la Guilde des Sauveteurs pour renflouer le navire. Mais le maître de la guilde vient d'être assassiné ; et le compagnon Kendaric, seul membre capable de procéder à cette délicate opération, est porté disparu. James et Jazhara réussissent néanmoins à le retrouver après une périlleuse enquête.
Avant de partir, le temple d'Ishap ordonne au chevalier Solon d'accompagner les trois personnages : seul un membre du culte peut toucher la Larme des Dieux. Le voyage les conduit au village de la Pointe de Haldon, où les habitants sont terrorisés par de dangereux vampires. Mais c'est tout l'endroit qui est maudit.
Le mal qui hante la région et perturbe les énergies magiques trouve son origine dans un ancien temple de Nalor, le dieu du mal. Il faut exorciser les lieux. James, Jazhara, Kendaric, et Solon réussissent à tuer la liche qui règne sur le temple de la Perle Noire, puis parviennent à renflouer le navire et à récupérer la Larme des Dieux. L'Ours leur tend une dernière embuscade, mais en vain.

## Système de jeu
Le système de jeu est volontairement peu détaillé dans le manuel, mais reste assez intuitif pour être appréhendé par simple observation.

### Personnages
Le joueur dirige cinq personnages :
1. Sir James, aussi surnommé Jimmy les Mains Vives, ancien voleur devenu écuyer du prince Arutha conDoin ;
2. Jazhara, noble de l'empire de Kesh nommée récemment magicienne de la cour ;
3. Kendaric, magicien de la Guilde des Sauveteurs ;
4. William, fils de Pug devenu officier de la garde princière ;
5. Solon, Chevalier Saint du dieu Ishap.

Tout personnage est défini par sa force, son agilité, sa résistance, sa raison, et son charisme. Il possède un certain nombre de points de santé et magie, et maîtrise des compétences variant en fonction de sa classe ; par exemple, seuls les magiciens et les prêtres peuvent lancer des sorts, et seul James sait crocheter des serrures.
À chaque niveau, le personnage reçoit 100 points d'expérience. Pour progresser d'un point dans une compétence, il faut dépenser un point d'expérience si le score de compétence est compris entre 0 et 50, deux points si le score est compris entre 51 et 75, trois points si le score est compris entre 76 et 90, et quatre points si le score est compris entre 91 et 100.

### Équipement
La panoplie de l'aventurier reste classique : potions, armes, armures, anneaux, amulettes, parchemins, etc. Tous ces objets possèdent un poids, même les souverains d'or qui servent de monnaie. Les armes et les armures non-magiques sont de surcroît définies par une qualité et un degré d'usure.
Les objets magiques et les potions doivent être évalués avant d'être utilisés : certains artefacts sont maudits et pénalisent le personnage qui les porte, et certaines fioles contiennent des poisons violents.

### Crochetage
Le jeu propose deux options pour crocheter les coffres ou les serrures : 
1. en mode « Aléatoire », la réussite dépend de la valeur des compétences de crochetage et de désamorçage ;
2. en mode « Réflexe », le joueur doit sonder les différentes parties du coffre, puis désamorcer les pièges, et enfin crocheter la serrure.

Dans ce second mode :
1. le joueur choisit la sonde et l'applique sur un des endroits piégés repérable par une dépression ;
2. une roue crantée apparaît ; elle est surmontée d'une aiguille et pivote sur une demi-lune métallique avec une zone dorée ;
3. au premier clic du joueur, la roue commence à tourner à une vitesse qui dépend des compétences désamorçage et crochetage ;
4. le joueur doit cliquer assez vite pour bloquer l'aiguille dans la partie dorée de la demi-lune ; en cas d'échec, le piège se déclenche ;
5. au fur et à mesure, une colonne à gauche de l'écran récapitule le nom et les composants du piège ; si ce type de piège a déjà été désamorcé avec succès, les outils utilisés sont rappelés par de petites icônes ;
6. le joueur procède au désamorçage des pièges selon le même processus ; la taille de la zone dorée (et donc les chances de réussite) dépend des outils utilisés :
  - le crochet est le plus efficace pour désamorcer les pièges à poison, à huile, et à aiguille ;
  - la lame est l'outil le plus efficace pour les pièges à lames et à pression ;
  - la pince-monseigneur sert aux autres cas ;
7. une fois les pièges désamorcés, le joueur peut ouvrir la serrure avec le passe-partout.

### Combats
Les combats se déroulent round par round ; ils se terminent quand tous les membres d'un groupe ont succombé.
Chaque round commence par la détermination des circonstances de la bataille, favorables aux personnages du joueur ou à leurs adversaires. L'initiative des combattants détermine ensuite l'ordre des tours de chacun dans le round.
Au début d'un tour, le joueur peut évaluer les adversaires en cliquant avec le bouton droit de la souris sur un des ennemis. Ensuite, le personnage choisit soit de lancer un sort, soit d'accéder à son inventaire, soit d'attaquer, soit de se défendre, soit de garder un endroit ; cette dernière option permet de frapper préventivement l'ennemi qui tente de l'agresser. Les attaques peuvent s'effectuer selon différents styles (agressif, prudent, équilibré) qui modifient les chances de toucher et de se faire toucher.

### Magie
Les magiciens et les prêtres peuvent lancer des sorts : les premiers apprennent à maîtriser la voie du feu, de l'esprit, du changement ou des tempêtes ; les seconds peuvent utiliser des sorts de la voie du divin ou de la vie.
Les magiciens peuvent lancer un sort, soit de façon rapide et incertaine (incantation et lancement dans le même tour), soit de façon lente mais garantie (un tour d'incantation et lancement au tour suivant).
Les prêtres choisissent s'ils puisent dans la foi ou dans la vitalité pour lancer les sorts. Dans ce deuxième cas, le prêtre perdra de la santé une fois sa réserve magique épuisée.
La magie n'est praticable que les mains vides.

### Alchimie
À partir du chapitre 3, les magiciens peuvent pratiquer l'alchimie pour fabriquer de une à trois préparations magiques par tranche de 4 heures (temps de repos nécessaire après mélange des ingrédients). Le joueur pourra suivre une recette stockée dans son livre ou tester un mélange de son cru.

## Trucs et astuces
Dans la version française, la compétence « Analyser » sert à évaluer les capacités magiques des objets, et la compétence « Évaluer » sert à évaluer les adversaires au combat.
Raccourcis utiles :
- pour courir, appuyer sur Ctrl avant de se déplacer ;
- F5 et F6 permettent une sauvegarde et un chargement rapides du jeu ;
- [ ou ] modifient le point de vue de la caméra, mais seulement quand un œil apparaît à droite du menu Krondor, situé en bas à gauche de l'écran ;
- au combat, Maj+S permet de jeter l'objet en main sans passer par l'inventaire et sans perdre le tour en cours ; l'objet au sol pourra être ramassé plus tard.